# Martina Gredler (Politikerin)
Martina Gredler (* 29. September 1958 in Wien) ist eine österreichische Zahnärztin und ehemalige Politikerin (LIF). Gredler war Abgeordnete zum Österreichischen Nationalrat sowie Abgeordnete zum Europäischen Parlament.

## Biografie
Gredler besuchte von 1963 bis 1970 die Französische Schule in Straßburg und von 1970 bis 1977 die Belgische Schule in Köln-Rösrath. Sie studierte im Anschluss von 1977 bis 1978 Sinologie in Bonn und Peking und wechselte danach auf ein Studium der Medizin an der Universität Wien, das sie 1985 mit dem akademischen Grad Dr. med. abschloss. Danach absolvierte Gredler eine Ausbildung an der Klinik für Zahn-, Mund- und Kieferheilkunde. Gredler war von 1986 und 1987 Universitätsassistentin an der Klinik für Kiefer- und Gesichtschirurgie 1986–1987 und eröffnete 1989 eine eigene Zahnarztpraxis in Wien.
Gredler hatte ab 1980 diverse Funktionen in politischen Jugendorganisationen im Inland und international inne und war von 1993 bis 1995 Mitglied des Bundesparteipräsidiums des Liberalen Forums. Ab 1993 vertrat sie die Liberalen Internationalen bei den Vereinten Nationen in Wien. Gredler war vom 7. November 1994 bis zum 20. Jänner 1995 sowie vom 30. Oktober 1996 bis zum Ausscheiden des Liberalen Forums am 28. Oktober 1999 aus dem Parlament Abgeordnete zum Nationalrat. Vom 1. Jänner 1995 bis zum 11. November 1996 war Gredler zudem Abgeordnete zum Europäischen Parlament.
Gredler ist seit den 1980er Jahren Mitglied von Soroptimist International österreichische Union und in dieser Funktion seit 2018 Second Vice President der Conference of NGOs (CoNGO - Conference of Non-Governmental Organizations in Consultative Relationship with the United Nations).